# Principado de Minsque
Principado de Minsque (em russo:  Минское княжество) foi um principado de apanágio, parte do Principado de Polócia, com seu centro na cidade de Minsque (hoje na Bielorrússia), que existiu de 1101 até o início do século XIV. 